# Línea 4 (ALESA)
La línea 4 de ALESA es una línea de autobús urbano de la ciudad de León (España), que recorre la ciudad desde el oeste hasta el este, empezando en el barrio de Pinilla y terminando en la Universidad de León, pasando por el barrio de El Crucero, el centro de la ciudad y el barrio de San Mamés. Esta línea dispone de servicio para personas con discapacidad.

## Características

### Frecuencias
| Lunes-Viernes laborables                       | Lunes-Viernes laborables                       | Sábados laborables              | Sábados laborables              | Sábados laborables | Sábados laborables | Domingos y festivos             | Domingos y festivos             | Domingos y festivos | Domingos y festivos |
| ambos sentidos                                 | ambos sentidos                                 | Dirección Universidad           | Dirección Universidad           | Dirección Pinilla  | Dirección Pinilla  | Dirección Universidad           | Dirección Universidad           | Dirección Pinilla   | Dirección Pinilla   |
| ---------------------------------------------- | ---------------------------------------------- | ------------------------------- | ------------------------------- | ------------------ | ------------------ | ------------------------------- | ------------------------------- | ------------------- | ------------------- |
| 7:00, Inicio en Pza. Inmaculada / Sto. Domingo | 7:00, Inicio en Pza. Inmaculada / Sto. Domingo | 7:00, Inicio en Pza. Inmaculada | 7:00, Inicio en Pza. Inmaculada | de 7:15 a 22:15    | cada 60 min.       | 9:00, Inicio en Pza. Inmaculada | 9:00, Inicio en Pza. Inmaculada | de 9:15 a 21:15     | cada 60 min.        |
| de 7:15 a 22:15                                | cada 30 min.                                   | de 7:45 a 21:45                 | cada 60 min.                    | de 7:15 a 22:15    | cada 60 min.       | de 9:45 a 21:45                 | cada 60 min.                    | de 9:15 a 21:15     | cada 60 min.        |
| 22:45, Fin en Pza. Inmaculada / Sto. Domingo   | 22:45, Fin en Pza. Inmaculada / Sto. Domingo   | 22:45, Fin en Pza. Inmaculada   | 22:45, Fin en Pza. Inmaculada   | de 7:15 a 22:15    | cada 60 min.       | 22:45, Fin en Pza. Inmaculada   | 22:45, Fin en Pza. Inmaculada   | de 9:15 a 21:15     | cada 60 min.        |

- Regulación horaria en Plaza Inmaculada, 7 y Santo Domingo (Hotel Alfonso V) quince minutos después de cada salida.

### Material asignado
-Mercedes Benz New Citaro: 4170 y 4174.

## Recorrido
Esta línea sale desde la calle San José del barrio de Pinilla, frente al polideportivo "César Álvarez", continuando por San Ignacio de Loyola hacia la glorieta de Carlos Pinilla, la avenida de La Magdalena y Doctor Fleming. Para en la avenida de Palencia junto a la nueva estación de tren y avanza hasta la glorieta de Guzmán y gira a Condesa de Sagasta para luego llegar a la plaza de la Inmaculada. Desde aquí sigue hacia la estación de Matallana (avenida Padre Isla) y Álvaro López Núñez. En la plaza del Espolón se interna en el barrio de San Mamés por Concha Espina y recorre toda la avenida de Nocedo, finalizando en el Campus de Vegazana.
El recorrido de vuelta va por la avenida de la Universidad hasta el centro de salud de La Palomera y se dirige por Posadera Aldonza a la avenida de San Mamés, que recorre al completo. Al llegar a la plaza del Espolón sigue hacia Ramón y Cajal y la plaza de Santo Domingo. Toma después la Gran Vía de San Marcos y la avenida de Roma hasta Guzmán, cruza el Bernesga y gira hacia la calle Astorga. Desde Doctor Fleming realiza el mismo recorrido que a la ida.
| KBHFa red |

| HST red |

| HST red |

| HST red |

| HST red |

| HST red |

| HST red |

| BHF red |

| HST red |

| HST red |

| HST red |

| HST red |

| HST red |

| HST red |

| HST red |

| HST red |

| HST red |

| KBHFe red |

| KBHFa red |

| HST red |

| HST red |

| HST red |

| HST red |

| HST red |

| HST red |

| BHF red |

| HST red |

| HST red |

| HST red |

| HST red |

| HST red |

| HST red |

| HST red |

| HST red |

| HST red |

| KBHFe red |

| KBHFa red |

| HST red |

| HST red |

| HST red |

| HST red |

| HST red |

| HST red |

| BHF red |

| HST red |

| HST red |

| HST red |

| HST red |

| HST red |

| HST red |

| HST red |

| HST red |

| HST red |

| KBHFe red |

| KBHFa red |

| HST red |

| HST red |

| HST red |

| HST red |

| HST red |

| HST red |

| BHF red |

| HST red |

| HST red |

| HST red |

| HST red |

| HST red |

| HST red |

| HST red |

| HST red |

| HST red |

| KBHFe red |

| KBHFa red |

| HST red |

| HST red |

| HST red |

| HST red |

| HST red |

| HST red |

| HST red |

| HST red |

| BHF red |

| HST red |

| HST red |

| HST red |

| HST red |

| HST red |

| HST red |

| KBHFe red |

| KBHFa red |

| HST red |

| HST red |

| HST red |

| HST red |

| HST red |

| HST red |

| HST red |

| HST red |

| BHF red |

| HST red |

| HST red |

| HST red |

| HST red |

| HST red |

| HST red |

| KBHFe red |

| KBHFa red |

| HST red |

| HST red |

| HST red |

| HST red |

| HST red |

| HST red |

| HST red |

| HST red |

| BHF red |

| HST red |

| HST red |

| HST red |

| HST red |

| HST red |

| HST red |

| KBHFe red |

| KBHFa red |

| HST red |

| HST red |

| HST red |

| HST red |

| HST red |

| HST red |

| HST red |

| HST red |

| BHF red |

| HST red |

| HST red |

| HST red |

| HST red |

| HST red |

| HST red |

| KBHFe red |